# JD's
Waylon at JD's es el álbum debut del cantante Waylon Jennings. Pese a que según varias fuentes este sea un álbum grabado en vivo, de hecho es un álbum de estudio grabado en Phoenix el 4 de diciembre de 1964. En el 2000 se lanzó un álbum titulado The Restless Kid: Live At JD's de sello disquero Bear Family el cual es un verdadero álbum en vivo de la era JD.
El álbum fue lanzado para catapultar la popularidad de Waylon, el álbum fue vendido solamente en JD.
El álbum se vendió rápidamente y lanzó un pack de álbumes más los cuales también se vendieron muy rápido.
En 1969, Decca Records (Parte de Universal Music actualmente) compró los derechos del álbum y fue relanzado bajo el nombre de "Waylon Jennings".
Las canciones de este álbum han sido reeditadas incontables veces. A la fecha solo hay 3 versiones autorizadas del álbum:
- Clovis To Phoenix - 1995
- The Journey: Destiny's Child - 1999
- Phase One: The Early Years 1959-1964 - 2002

## Canciones
1. Crying 
(Joe Melson y Roy Orbison)
2. Sally Was a Good Old Girl 
(Harlan Howard)
3. Burning Memories
(Mel Tillis y Wayne Walker)
4. Big Mamou 
(Link Davis)
5. Money (That's What I Want) 
(Janie Bradford y Berry Gordy)
Vocalista principal – Gerald "Jerry" Gropp
6. Don't Think Twice, It's All Right 
(Bob Dylan)
7. Dream Baby 
(Cindy Walker)
8. It's So Easy 
(Buddy Holly y Norman Petty)
9. Lorena 
(Charlie Williams)
Vocalista principal – Paul Foster
10. Love's Gonna Live Here 
(Buck Owens)
11. Abilene 
(Les Brown, Bob Gibson y John D. Loudermilk)
Junto a Paul Foster y Gerald "Jerry" Gropp
12. White Lightning 
(J.P. Richardson)